# Oscar-Romero-Haus (Bonn)

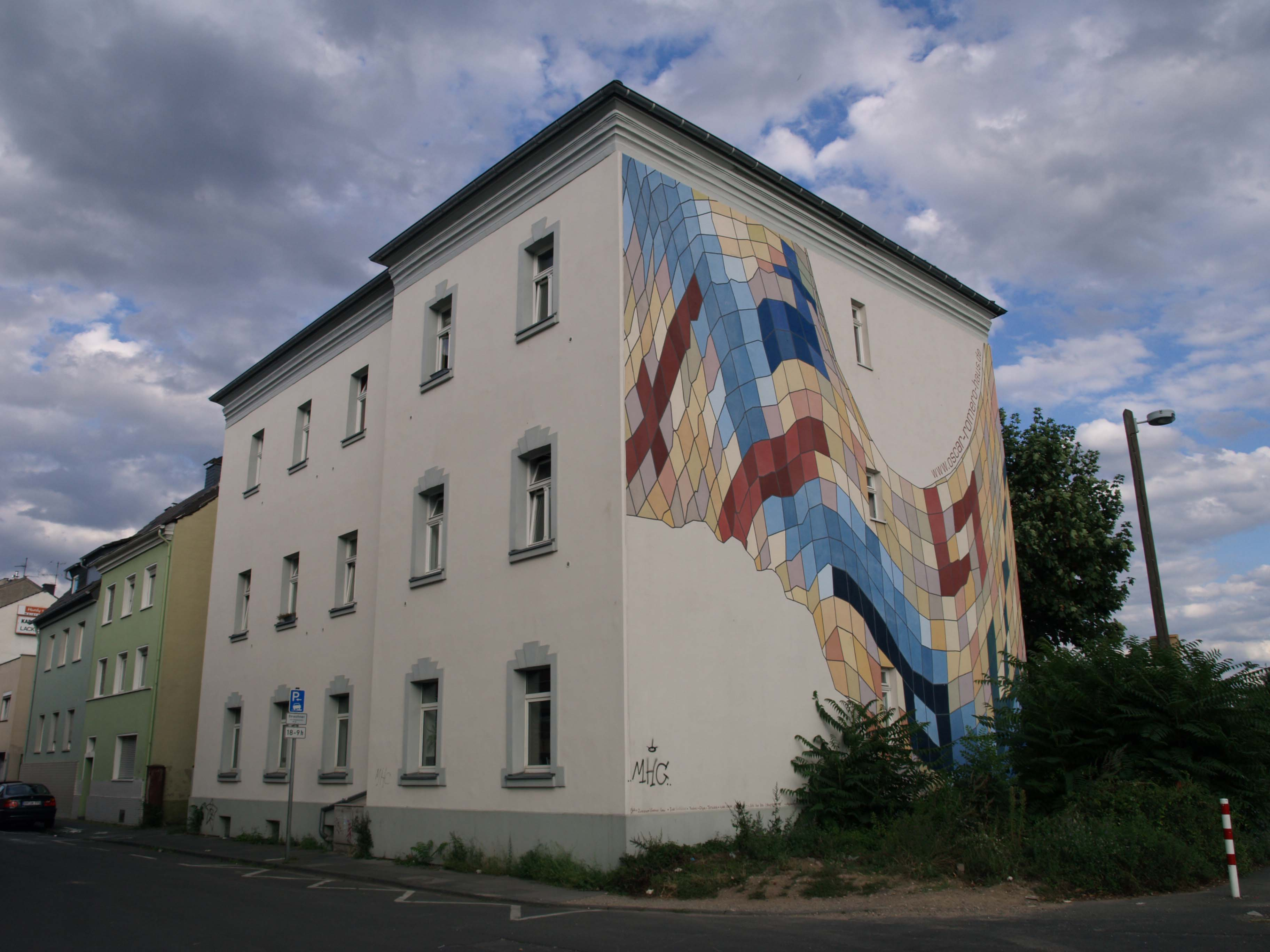
Oscar-Romero-Haus (2009)

Das Oscar-Romero-Haus in der Heerstraße 205 ist ein von Studierenden und Auszubildenden selbstverwaltetes Haus am Rande der Bonner Nordstadt. Es war 1869 als Gefängnis gebaut worden und steht heute unter Denkmalschutz. Der Name Oscar-Romero-Haus wurde nach der ab 1973 erfolgten Renovierung und mit der Gründung eines gleichnamigen Fördervereins 1982 angenommen. Er bezieht sich auf Óscar Romero, den Erzbischof von San Salvador, der wegen seines Einsatzes für Entrechtete 1980 von einer Todesschwadron der salvadorianischen Militärdiktatur am Altar erschossen worden war.

## Geschichte
Das Gebäude, das an der damaligen Adresse Viktoriastraße 27 als Kantonsgefängnis gebaut wurde, diente von 1894 bis 1930 als Frauengefängnis. Ab 1930 plante die katholische Caritaszentrale den Umbau zum Obdachlosenasyl. 1933 übernahm die SS das Haus und richtete im Keller erneut ein Gefängnis ein; dort wurde am 11. Juli 1933 der Kommunist Jupp Messinger zu Tode gefoltert. 1938 wurden Luftschutzkeller-Räume ausgebaut.

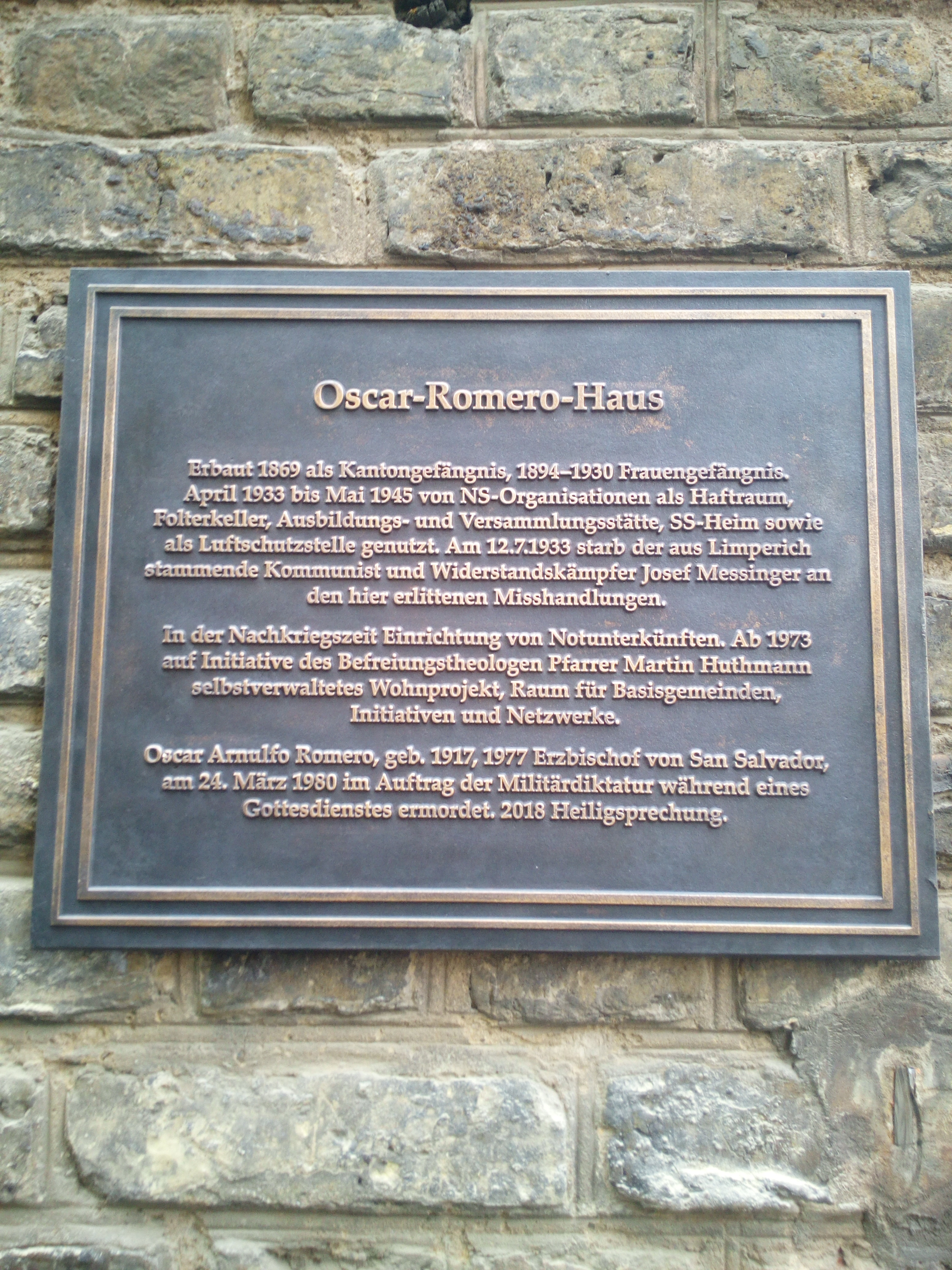

Nach dem Zweiten Weltkrieg wurde das Haus von der Stadtverwaltung zunächst als Ausweichquartier und als Obdachlosenasyl genutzt. Weil langfristig der Abriss geplant war, wurde das Gebäude aber nicht mehr instand gehalten und verkam immer mehr. Ab 1973 wurde das Haus von dem Studentenpfarrer Martin Huthmann zusammen mit Studierenden der Katholischen Hochschulgemeinde renoviert und bewohnt. 1982 kaufte der neu gegründete „Förderkreis Oscar-Romero-Haus e. V.“ das Gebäude.

## Projekte und Initiativen
Das Haus beherbergt auf der ersten und zweiten Etage je eine Wohngemeinschaft, die mit ihren Interessen und Fähigkeiten die Selbstverwaltung gewährleisten. Im Parterre befinden sich die Büros der Informationsstelle Lateinamerika (ila), der Rosa-Luxemburg-Bibliothek und eine Beratungsstelle des Bonner Medinetz e. V. Außerdem hatte das ökumenische Netzwerk Initiative Kirche von unten seit seiner Gründung 1980 über 30 Jahre lang im Bonner Oscar-Romero-Haus seine Geschäftsstelle.
Seit den 1970er Jahren verfolgen die Bewohner des Hauses verschiedene Projekte. So die Kampagnen der Friedensbewegung zu Anfang der 1980er Jahre, die ökologische Umgestaltung des Hauses Ende der 1980er Jahre, das „Totalverweigererkollektiv“ zu Zeiten des Golfkrieges 1990 oder die Aufnahme von Flüchtlingsfamilien aus Bosnien Mitte der 1990er Jahre. Auf dem Dachboden des Hauses feiern die „Bonner Basisgemeinde“ und die „Gemeinde im Oscar-Romero-Haus“ regelmäßig Gottesdienste.
Im Lauf der Jahre wurden unter anderem folgende Initiativen ergriffen: Der Bau eines Spielplatzes für die Kinder der Nachbarschaft, die Gründung des Bonner Tauschrings und Aktivitäten zu UN-Klimakonferenzen in Bonn. 2017 gab es im Romero-Haus das Näh-Café, eine Fahrrad-Selbsthilfe-Werkstatt, Koch- und Backworkshops „go vegan“, einen Bogenbau Workshop, die Rhizombar, ein Umsonstregal im Erdgeschoss, eine Töpfereiwerkstatt und regelmäßige Kneipentermine.

## Der Oscar-Romero-Preis
Mit dem Oscar-Romero-Preis zeichnet der Bonner Förderkreis Oscar-Romero-Haus e.V. Einzelpersonen und Initiativen aus dem Köln-Bonner Raum aus, die sich in überzeugender Weise mit Ausgegrenzten und Entrechteten unserer Gesellschaft für eine gerechte, solidarische und in Übereinstimmung mit der Schöpfung lebende Welt einsetzen und durch ihren Einsatz und ihr Vorbild auch unsere Region menschlicher machen. Der Preis ist mit € 1000,-- dotiert.
Bisherige Preisträger waren:
- 2003 Siegfried Pater (Journalist, Buchautor und Filmemacher, Bonn, † 7. Februar 2015)
- 2006 die Sozialistische Selbsthilfe Mülheim (SSM, Köln)[8]
- 2010 MediNetz Bonn (Medizinische Beratungs- und Vermittlungsstelle für Flüchtlinge)[9]
- 2013 die Informationsstelle Lateinamerika (ila, Bonn)
- 2019 die antifa Bonn/Rhein-Sieg und Jugend Rettet (Teilung des Preises)[10]